# 小池站
小池站是一个合九线上的铁路车站，位于安徽省安庆市太湖县小池镇，建于1995年，目前为四等站，邮政编码为246440。目前不办理客货运业务。